# Кведа Оргулі
Кведа Оргулі (груз. ქვედა ორღული) — село в Грузії.
За даними перепису населення 2014 року в селі проживає 648 осіб.